# Герб Рожищенського району
Герб Рожи́щенського райо́ну — офіційний символ Рожищенського району Волинської області, затверджений 14 березня 2003 року сесією Рожищенської районної ради.

## Опис герба
Гербовий щит має форму чотирикутника з півколом в основі і співвідношенням сторін 7:8. Поле щита — червоне.
Головним елементом герба є білий хрест з розширеними ременами, у центрі хреста Покровська Богородиця, в її основі колосся пшениці, переплетене блакитною стрічкою, у верхній та нижній частині хреста срібний та синій хрести з розширеними ременами, в основі щита дата створення Рожищенського району.